# Transferimpedanz
Die Transferimpedanz {\displaystyle Z_{\mathrm {T} }}, auch Kopplungswiderstand, ist eine dimensionsbehaftete Messgröße für die Schirmwirkung geschirmter elektrischer Leitungen. In der Hochfrequenztechnik und der elektromagnetischen Verträglichkeit (EMV) kennzeichnet der Wert der Transferimpedanz die Qualität eines Leitungsschirms bzw. eines Koaxialkabels: je kleiner die Transferimpedanz, desto besser die Schirmwirkung.
Die Transferimpedanz ist als längenbezogene Größe definiert. Sie besitzt die Dimension Ω/m; üblich ist die Angabe in mΩ/m (Milli-Ohm pro Meter). Die Messverfahren zur Transferimpedanz sind genormt in EN 50289-1-6 sowie in IEC 62153-4-3 und -4.
Zur Bewertung der Schirmwirkung genereller elektrischer Abschirmungen dient die dimensionslose Messgröße Schirmdämpfung, die gelegentlich auch für geschirmte Leitungen gebraucht wird.

## Definition
Die Transferimpedanz beschreibt die längenbezogene Schirmwirkung eines elektrisch kurzen ({\displaystyle l<\lambda /10}), geschirmten Leitungabschnitts der Länge {\displaystyle l}:
{\displaystyle Z_{\mathrm {T} }={\frac {U_{\text{stör}}}{I_{\text{stör}}\cdot l}}}
mit
- der Längsspannung {\displaystyle U_{\text{stör}}}, die in den inneren Stromkreis (Schirminnenseite, Innenleiter und Abschlussimpedanzen der Leitung) eingekoppelt wird
- dem Strom {\displaystyle I_{\text{stör}}}, der als Störstrom im äußeren Kreis (Schirmaußenseite und Umgebung) eingeprägt wird.

Die Transferimpedanz umfasst nur die galvanische und die magnetische Kopplung. Als Störmechanismus beschreibt sie eine vom Störstrom Istör gesteuerte Störspannungsquelle.
Dagegen wird die Kapazitive Kopplung auf den oder die vom Leitungsschirm geschützten Leiter über die Transferadmittanz erfasst. Sie ist - aufgrund des vergleichsweise schwachen Einflusses elektrischer Felder - üblicherweise nur bei einseitig an Masse gelegten Leitungsschirmen zu betrachten.

## Typischer Verlauf über der Frequenz

### Bei Leitungen mit Geflechtschirm

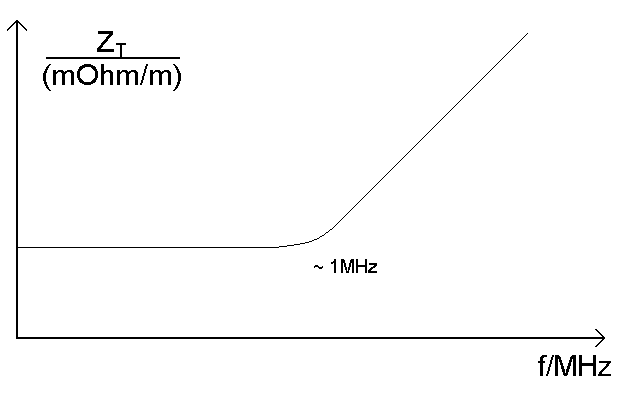
Charakteristischer Verlauf der Transferimpedanz von Leitungen mit Geflechtschirm

Typische Werte der Transferimpedanz für Geflechtschirme beginnen für Gleichstrom bei 10 mΩ/m bis 20 mΩ/m. Bei tiefen Frequenzen bis ca. 100 kHz entspricht der Wert der Transferimpedanz etwa dem Gleichstromwiderstand des Schirms. Dieser Wert bleibt bis ungefähr 1 MHz konstant, da bis zu dieser Frequenz die galvanische Kopplung die Einkopplung der Störspannung dominiert.
Oberhalb von ca. 1 MHz dominiert aufgrund der Öffnungen im Geflechtschirm die magnetische Kopplung auf den oder die Innenleiter, und die Transferimpedanz steigt linear mit der Frequenz an, in logarithmischem Maßstab um 20 dB pro Frequenzdekade.
Nur bei hochwertigen Kabeln ist zwischen ca. 100 kHz und 1 MHz aufgrund des Skin-Effekts eine Verbesserung, d. h. Verringerung der Transferimpedanz charakteristisch.

#### Einfluss der Wellenlänge, Prüflingslänge und Frequenz

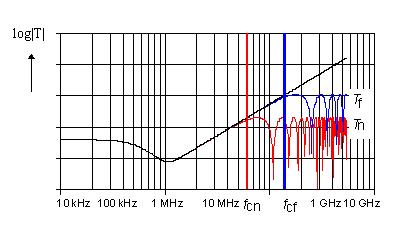
Charakteristischer Verlauf der gemessenen Transferimpedanz von Leitungen mit Geflechtschirm. Deutlich sichtbar die Auslöschungen am nahen (rot) und am fernen (blau) Ende einer Messanordnung. Bei kürzeren Leitungslängen verschiebt sich die Grenzfrequenz in höhere Frequenzbereiche. Auch sichtbar für Geflechtschirme mit hohem Bedeckungsgrad der einsetzende Skin-Effekt, der ab ca. 100 kHz bei besonders guten Leitungen die Transferimpedanz verbessert

Gemessene Einbrüche der Transferimpedanz bei höheren Frequenzen sind auf den Wellenlängenunterschied zwischen Störstromwelle auf dem Leitungsschirm und Störspannungswelle innerhalb der geschirmten Leitung zurückzuführen. Der Wellenlängenunterschied entsteht dadurch, dass die auf dem Schirm eingeprägte Stromwelle eine Permittivität ähnlich der Permittivität des Freiraums erfährt, während die Störspannungswelle zwischen Innen- und Außenleiter die Permittivität des Isoliermaterials sieht. Da sich die Wellenlänge innerhalb der Leitung aufgrund des Dielektrikums um den Verkürzungsfaktor von der Wellenlänge des Störstroms außerhalb der Leitung unterscheidet, kommt es bei höheren Frequenzen, wenn die geschirmte Leitung elektrisch lang wird, zu Werte-Auslöschungen bei der Bestimmung der Transferimpedanz aus Messstrom und Messspannung. Die Frequenz, bei der diese Auslöschung einsetzt, hängt von der Länge {\displaystyle l} des Prüflings ab und mit der Wahl des Messpunktes für die Messspannung davon, ob die Richtungen der Wellen zwischen innerem und äußerem Stromkreis gegen- oder gleichläufig sind.
Nach EN 50289-1-6 ist die Kopplungslänge Lc:
- elektrisch kurz, wenn: {\displaystyle L_{c}\leq {\frac {c}{10\cdot f\cdot {\sqrt {\epsilon _{\mathrm {r1} }}}}}} (vgl. oben {\displaystyle l<\lambda /10})
- elektrisch lang, wenn: {\displaystyle L_{c}\geq {\frac {c}{10\cdot f\cdot |{\sqrt {\epsilon _{\mathrm {r1} }}}-{\sqrt {\epsilon _{\mathrm {r2} }}}|}}}

mit
- der Lichtgeschwindigkeit c im freien Raum
- der Frequenz f
- der Permittivität {\displaystyle \epsilon }.

Die Kopplungsübertragungsfunktion Tn,f stellt den Verlauf von Transferimpedanz und Schirmdämpfung aS eines Kabelschirmes bzw. eines geschirmten Bauelementes oder Steckers über der Frequenz dar.
Die Transferimpedanz ist unabhängig von den Ausbreitungsbedingungen im Kabel bzw. im Bauteil und dessen Umgebung, die Schirmdämpfung ist es ihrer Definition nach nicht.
Oberhalb der Grenzfrequenzen fn,f (c = cut off, n = nah, f = fern) beginnt der Bereich der Wellenausbreitung bzw. der Bereich, in dem die untersuchten Objekte als elektrisch lang zu betrachten sind.

### Bei Leitungen mit geschlossenem Schirm

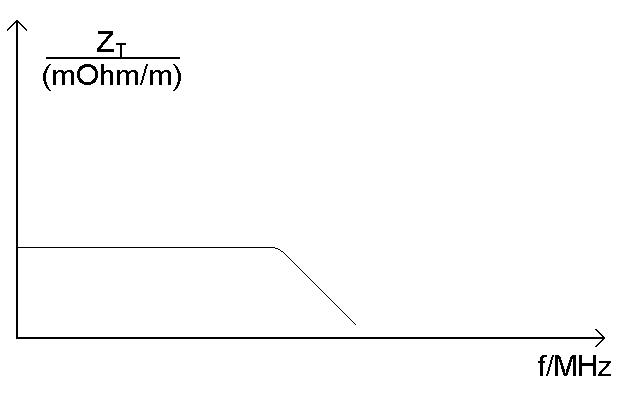
Charakteristischer Verlauf der Transferimpedanz von Leitungen mit kontinuierlich geschlossenem Schirm

Bei Leitungsschirmen aus in sich geschlossenem Schirmleitermaterial, z. B. Semirigidleitungen, nimmt mit steigender Frequenz die Transferimpedanz ab, weil der Skin-Effekt dafür sorgt, dass der Störstrom der Innenseite einen immer geringeren Spannungsabfall erzeugt. Bei welcher Frequenz dieser Effekt einsetzt, hängt von der Dicke des Außenleiters und der Skin-Tiefe ab.
Dieser Effekt ist erwünscht, da er zur gewollten Entkopplung zwischen äußerem und inneren Stromkreis führt.

## Messung
Die Transferimpedanz einer Leitung wird gemessen, indem mittels eines äußeren Stromkreises über eine definierte Leitungslänge l ein definierter Strom Istör in den Leitungsschirm eingeprägt wird. An der Prüfleitung wird am inneren Stromkreis über einen Abschlusswiderstand R der beidseitig mit dem Leitungswellenwiderstand abgeschlossenen Leitung die dort abfallende Spannung Ustör gemessen. Die an einem Abschlusswiderstand gemessene Spannung entspricht der Hälfte der in den Leitungsschirm eingekoppelten Spannung der beidseitig abgeschlossenen Leitung. Die aus den Messwerten ermittelte Transferimpedanz lautet dann:
{\displaystyle Z_{\mathrm {T} }=2\cdot {\frac {U_{\text{stör, Messwert}}}{I_{\text{stör}}\cdot l}}}
Als Messanordnung werden in der Literatur triaxiale Messanordnungen oder Anordnungen mit einer direkten Einspeisung des Störstroms in den Leitungsschirm des Messobjekts angegeben.

### Triaxialmessverfahren

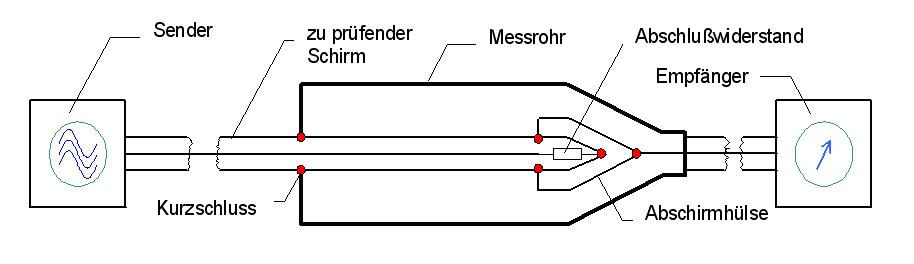
Triaxialer Messaufbau zur Messung der Transferimpedanz

Das zu prüfende Kabel oder Bauteil wird an einem Ende mit einem Stecker und am anderen Ende mit einem Abschlusswiderstand versehen. Der Prüfling wird in das Rohr eingebaut und am senderseitigen Ende mit dem Rohr kurzgeschlossen. Im Falle koaxialer Prüflinge bildet das Koaxialkabel mit dem Messrohr ein triaxiales System; wobei das zu prüfende Kabel das innere System und der Kabelschirm mit dem Rohr das äußere System bilden. Über den Sender wird Energie in das zu prüfende Kabel bzw. in das innere System eingespeist.
Die aus dem zu prüfenden Kabel bzw. aus dem inneren System austretende Energie breitet sich im äußeren System aus. Für die zum sendernahen Ende laufende Welle entsteht durch den Kurzschluss eine Totalreflexion, so dass am Empfänger die Überlagerung aus hin- und rücklaufender Welle bzw. aus Nah- und Fernnebensprechen gemessen wird.
Das Triaxiale Messverfahren ist in EN 50289-1-6 sowie in IEC 62153-4-3 und in IEC 62153-4-4 genormt.

### Alternative Messmethode
Die genaueste Methode zur Bestimmung ist bei komplexen Geflechtschirmen die messtechnische Erfassung. Das Triaxialverfahren ist ein häufig verwendetes Messverfahren. Bei diesem Messverfahren ist eine angepasste Terminierung des Prüflings nur mit großem Aufwand möglich. Eine fehlangepasste Terminierung erzeugt zwar im niederfrequenten Bereich gute Ergebnisse, mit steigender Frequenz werden die Ergebnisse aber zunehmend ungenauer. Darüber hinaus führen größere Stecker zu sehr großen Rohrdicken, wodurch ein wellenwiderstandsrichtiger Abschluss noch schwieriger wird.
Weiterhin existiert das ebenfalls standardisierte Paralleldrahtverfahren, welches gute Ergebnisse bei unterschiedlichen Kabeln erzielt. Es kann ein ähnlicher Messaufbau für Kabel und Kabel-Stecker-Systeme verwendet werden. Bei nicht symmetrischen Steckern gelangt diese Methode schnell an ihre Grenzen, weil die Messergebnisse für unterschiedliche Positionen des Speisedrahts variieren können.
In Anbetracht der Einschränkungen der LIM und des Triaxialverfahrens, speziell bei der Analyse im hochfrequenten Bereich, wurde die Ground Plate Method (GPM) entwickelt. Die drei Methoden unterscheiden sich im Wesentlichen in der Art der Stromeinspeisung und dem Aufbau des Rückleiters. Bei dem Triaxialverfahren wird ein Zylinder verwendet, das Paralleldrahtverfahren verwendet einen Speisedraht, wohingegen die GPM eine Massefläche als Rückpfad nutzt.

## Unterschied zur Schirmdämpfung

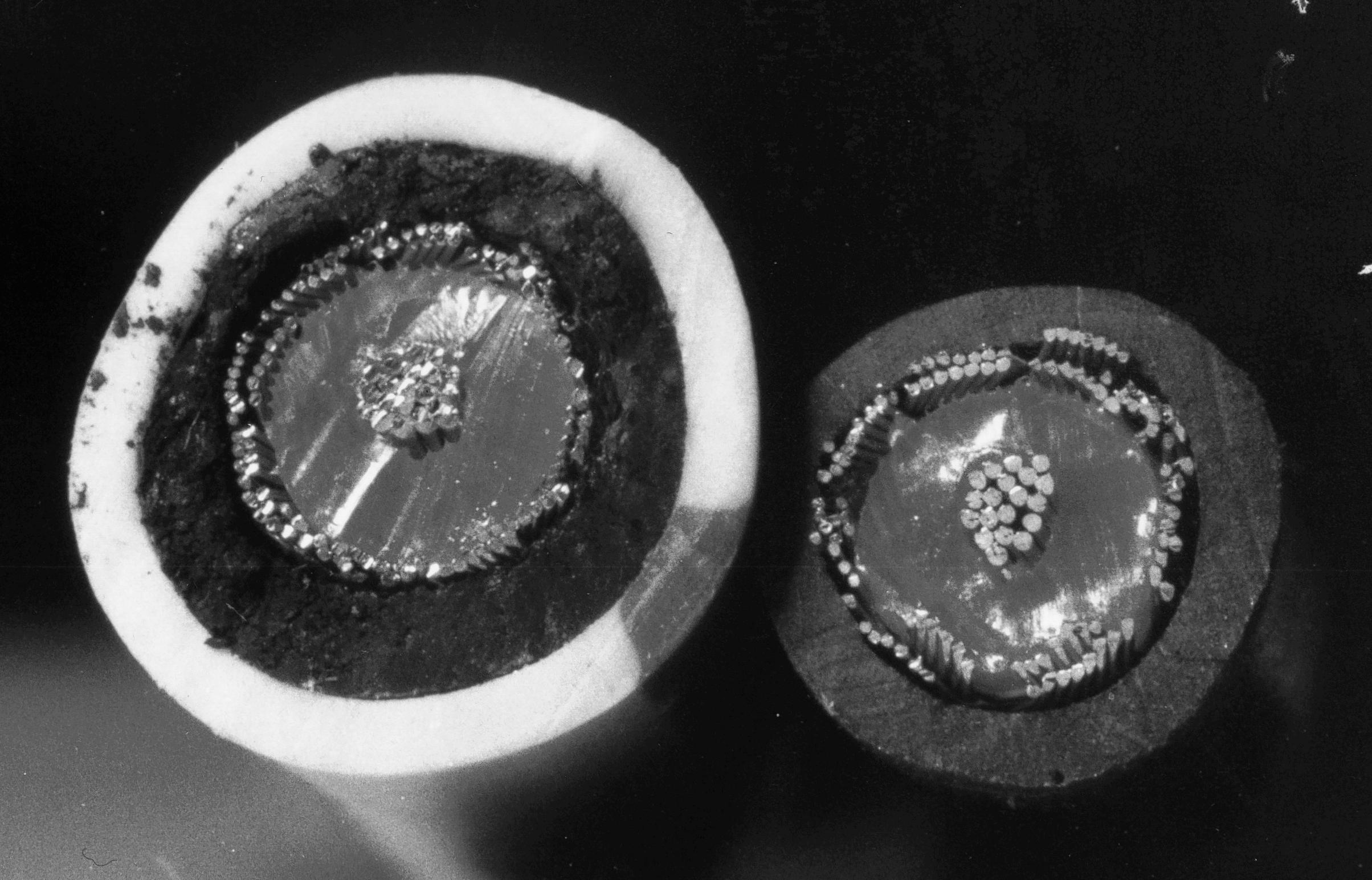
Ferritummanteltes und übliches Koaxialkabel RG58

Das Bild zeigt den Querschnitt zweier Leitungen des Typs RG 58. Der ferritummantelte Leitungstyp und das Kabel in üblicher Ausführung weisen beide dieselbe Transferimpedanz auf, weil die Ferritummantelung die Einkopplung auf den Innenleiter nicht verändert, wenn der Störstrom auf dem Außenleiter eingeprägt ist.
Die Schirmdämpfung gegenüber elektromagnetischen Feldern wird allerdings vom Ferritmantel vergrößert. Für sie sind die Referenzsignale nicht Strom I und Spannung U, sondern die Feldgrößen E und H. Darüber hinaus wirkt die Ferritummantelung als Gleichtaktdrossel, die ein Gegentaktsignal transformatorisch stützt und auf ein Gleichtaktsignal induktiv dämpfend wirkt.

## Weitere Literatur
- H. Kaden: Wirbelströme und Schirmung in der Nachrichtentechnik. 2. Auflage. Springer Verlag, 1959, ISBN 3-540-32569-7 (März 2006).
- Joachim Franz: EMV, Störungssicherer Aufbau elektronischer Schaltungen. Teubner, Stuttgart / Leipzig / Wiesbaden 2002, ISBN 3-519-00397-X.
- IEC 62153-4-3: Metallic communication cable test methods - Part 4-3: Electromagnetic compatibility (EMC) - Surface transfer impedance - Triaxial Method.
- IEC 62153-4-15: Metallic communication cable test methods - Part 4-15: Electromagnetic compatibility (EMC) – Test method for measuring transfer impedance and screening attenuation – or coupling attenuation with Triaxial Cell.
- IEC 62153-4-6: Metallic communication cable test methods - Part 4-6: Electromagnetic compatibility (EMC) - Surface transfer impedance - Line Injection Method.
- SAE ARP 1705C: Coaxial Test Procedure to Measure the RF Shielding Characteristics of EMI Gasket Materials
- A. Mushtaq, K. Hermes, S. Frei: Alternative Messmethode zur Bestimmung der Transferimpedanz von HV-Kabeln und HV-Kabel-Stecker-Systemen für Elektro- und Hybridfahrzeuge. In: EMV Düsseldorf 2016.
- A. Mushtaq, S. Frei, (2016): Alternate methods for transfer impedance measurements of shielded HV-cables and HV-cable-connector systems for EV and HEV. In: Int J RF and Microwave Comp Aid Eng., doi:10.1002/mmce.20984